# Museo Arqueológico de Çanakkale
El Museo Arqueológico de Çanakkale fue uno de los museos de Turquía, ubicado en Çanakkale, ciudad de la costa anatolia de los Dardanelos. 
El origen de este museo era una colección de antigüedades de la región recogidas en 1936 y conservadas en un antiguo edificio religioso. Se abrió al público en 1960. Posteriormente se construyó un nuevo edificio para el museo en la calle Atatürk que se inauguró en 1984. En 2018 los objetos arqueológicos del museo se trasladaron al nuevo Museo de Troya, y el edificio de su sede se transformó en biblioteca pública que fue inaugurada en 2020.

## Colecciones
El museo contenía una colección de objetos arqueológicos de antiguas ciudades de la región, como Troya, Aso, Alejandría de Tróade y Ténedos, así como de otros yacimientos arqueológicos como el túmulo de Dardania y el templo de Apolo Esminteo de Crisa en Gülpınar. Entre ellos se encuentran herramientas de piedra y hueso, estatuillas de terracota, estatuas de mármol, estelas funerarias, elementos arquitectónicos, lámparas, ornamentos, joyas y cerámica.
Algunos de los objetos más destacados fueron hallazgos prehistóricos de Kumtepe, una lápida en honor de un atleta, una estatua del emperador Adriano, una copia de la Afrodita de Cnido hallada en el túmulo de Dardania y un sarcófago con la representación del sacrificio de Políxena hallado en un túmulo de Gümüşçay.